# Arini (okręg Bacău)
Arini – wieś w Rumunii, w okręgu Bacău, w gminie Găiceana. W 2011 roku liczyła 1295 mieszkańców.